# Relations entre l'Espagne et les Pays-Bas
Les relations entre l'Espagne et les Pays-Bas sont les liens, échanges, rencontres, collaborations et confrontations, qu'ils soient d'ordre économique, diplomatique ou culturel, entretenus par l'Espagne et les Pays-Bas.
L'Espagne et les Pays-Bas sont deux monarchies membres de l'Union européenne. Les liens sont historiques puisque les Pays-Bas espagnols étaient rattachés par union personnelle à la Monarchie espagnole sous le règne des Habsbourg, entre 1556 et 1713. 

## Histoire des relations
La guerre de Quatre-Vingts Ans, également appelée révolte des Pays-Bas, est le soulèvement armé mené de 1568 à 1648 contre la monarchie espagnole par une partie des Dix-Sept Provinces des Pays-Bas espagnols. L'indépendance des Provinces-Unies est finalement reconnue par le roi d'Espagne au traité de Münster, signé en 1648 en marge des traités de Westphalie qui mettent fin à la guerre de Trente Ans. 
En 1961, un accord est signé entre l'État espagnol et le Royaume des Pays-Bas pour la migration, l'embauche et le placement de travailleurs espagnols en Hollande : En 1965, un immigrant sur quatre est espagnol ; cette vague va s’estomper à partir de 1967 et à partir de 1972, la population espagnole diminuera de 30 000 dans les années 70 à 23 000 dans les années 80.

## Relations politiques et diplomatiques

### Ambassades et consulats
Les Pays-Bas ont une ambassade à Madrid et un consulat honoraire à Barcelone.
L'Espagne a une ambassade à La Haye et un consulat à Amsterdam.

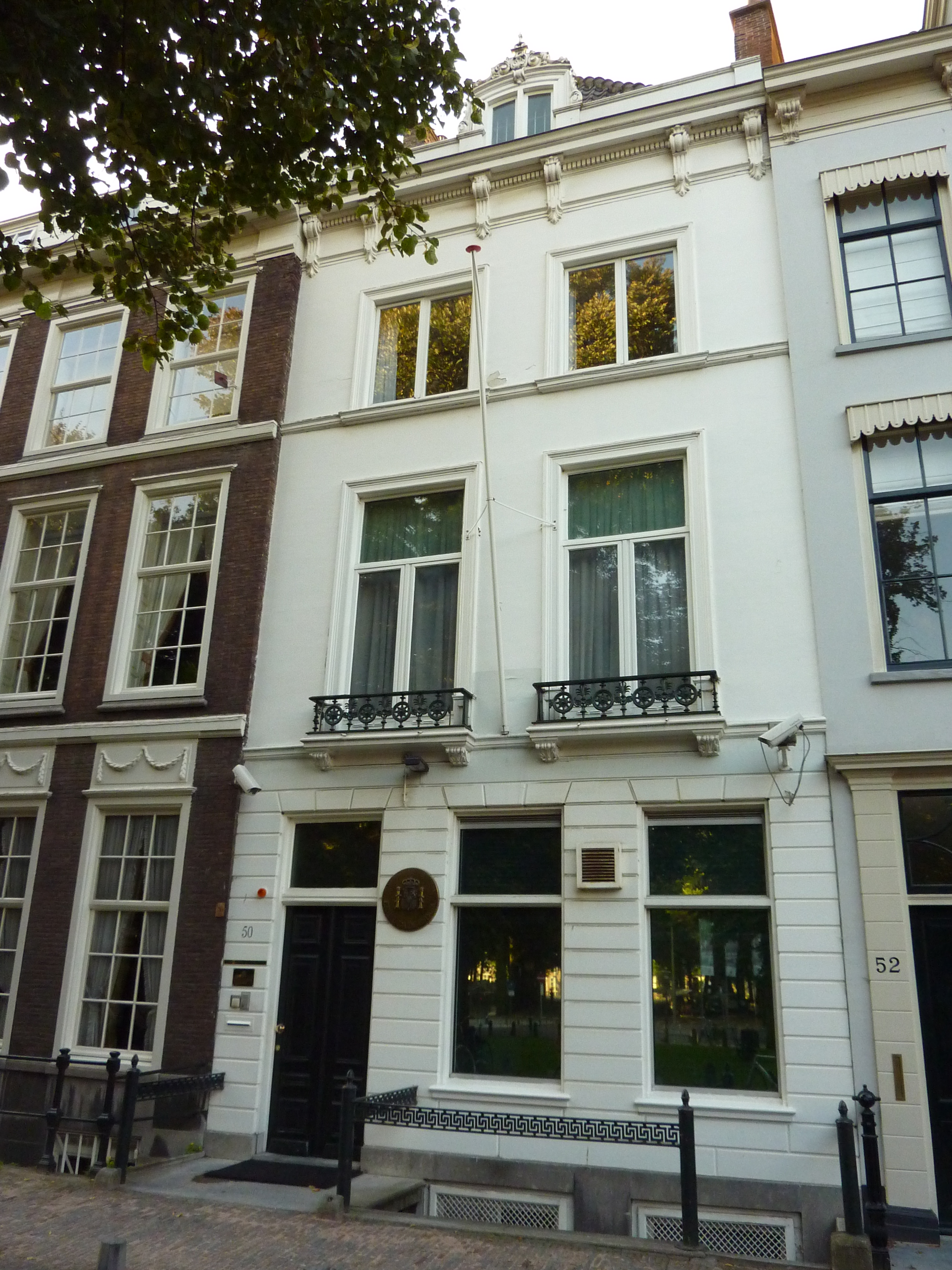
Ambassade d'Espagne à La Haye.
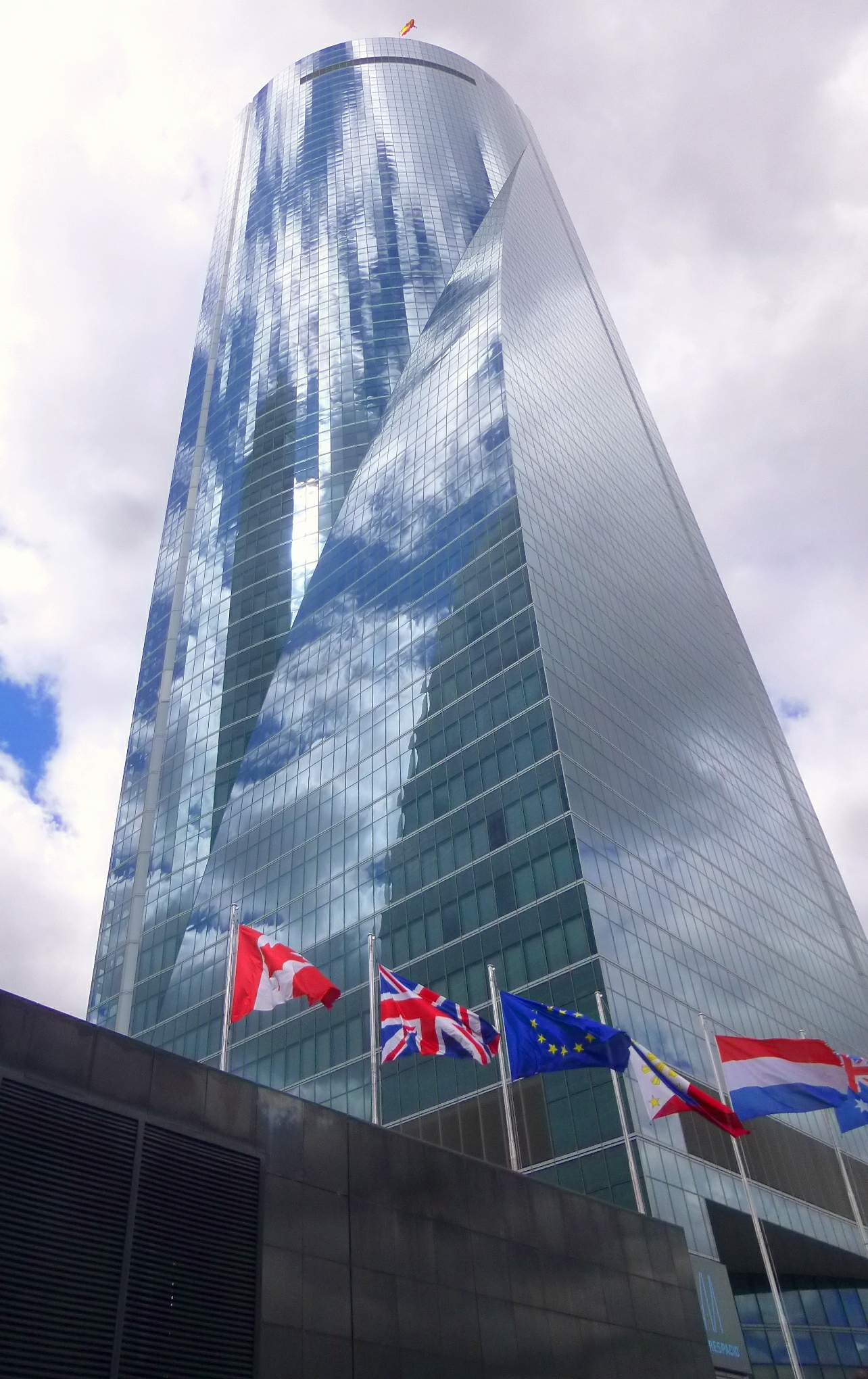
Ambassade des Pays-Bas à Madrid.

### Adhésions à des organisations internationales
Les deux pays sont membres de l'Organisation du traité de l'Atlantique nord (OTAN), de l'Organisation pour la sécurité et la coopération en Europe (OSCE), de l'Organisation de coopération et de développement économiques (OCDE), de l'Union européenne (UE) et de la zone euro.